# کاراسوی بزرگ
کاراسوی بزرگ (انگلیسی: The Great Caruso) فیلمی در ژانر زندگینامه‌ای و موزیکال به کارگردانی ریچارد تورپ است که در سال ۱۹۵۱ منتشر شد.

## بازیگران
- ماریو لنزا
- آن بلایت
- ریچارد هیجمن
- آلن نیپی‌یر
- لودویگ دونات
- آرجنتینا برونتی
- کارل بنتون رید
- ادوارد فرانز
- ایان ولف
- نستور پایوا
- پل هاروی
- پیتر بروکو
- ماریو سیلتی